# Macroveliidae
Macroveliidae McKinstry, 1942, è una famiglia di insetti acquaioli appartenente all'ordine dei Rincoti Eterotteri (Gerromorpha). 
Insetti di piccole dimensioni, al massimo di 5 mm di lunghezza, come altri Gerromorfi vivono per lo più sulle sponde di specchi d'acqua, da cui il nome inglese di shore bugs. Hanno tarsi composti da tre segmenti con unghie apicali.
La posizione sistematica non è pienamente condivisa. Diverse fonti inseriscono la famiglia all'interno della superfamiglia Hydrometroidea sulla base delle ricerche filogenetiche di ANDERSEN, tuttavia è citata in letteratura anche l'inserimento negli Hebroidea oppure, secondo gli schemi tradizionali, nei Gerroidea.
La famiglia comprende i soli generi Macrovelia e Oravelia, a cui farebbero capo, complessivamente, poche specie .